# Darul Huda
Darul Huda is een bestuurslaag in het regentschap Aceh Barat van de provincie Atjeh, Indonesië. Darul Huda telt 139 inwoners (volkstelling 2010).